# Inundación de León de los Aldama de 1926
Las inundaciones han sido uno de los flagelos que han azotado con mayor frecuencia a la ciudad de León de los Aldama desde su fundación en 1576. En parte causadas por la naturaleza, también ha jugado un papel importante el descuido de los ciudadanos y de las mismas autoridades.. 

León se fundó y ha crecido en un terreno casi plano que difícilmente permite el rápido escurrimiento de las aguas que nos llegan de sitios más altos después de una fuerte lluvia. Este exceso de agua que no pueden drenar los ríos que cruzan la ciudad se derrama sobre la mancha urbana y causa las catastróficas inundaciones grandes y con corrientes fuertes.
La madrugada del 23 de junio de 1926 gran parte de la población dormía tranquilamente cuando fue sacada de la cama al escuchar gritos callejeros y los silbatos de los policías que alertaban sobre el peligro que se cernía sobre la ciudad: ¡El Río de Los Gómez se estaba desbordando por la calle 5 de mayo!. Apenas despuntaba el alba cuando el arroyo de El Muerto también comenzó a derramarse sobre el pueblo de El Coecillo, derrumbando las frágiles casas de adobe y matando a sus ocupantes. Por si fuera poco, a las nueve de la mañana sobrevino una segunda corriente, más violenta que la primera, causada por la destrucción de la cortina de la presa de la Hacienda de Arriba.
Las campanas de los templos tañían furiosamente alertando a la gente para que huyera, pero ésta, al salir de sus casas se encontraba con que las calles se habían convertido en caudalosos torrentes que inexorablemente subían de nivel y arrastraban con todo a su paso. La corriente desfilaba frente a las fachadas llevando en su viaje muebles, colchones, ropa y pocos cadáveres humanos y animales. Con dificultad las personas comenzaron a cruzar las calles, asiéndose de puertas, barrotes de ventanas o faroles, llevando a cuestas a sus hijos más pequeños y algunas de sus pertenencias más preciadas.
La mayoría intentaba llegar a lugares altos como Bellavista y los cerros de la Soledad o del Santuario, otros encontraron refugio en el Teatro Doblado, el Seminario, Palacio Municipal, la Plaza de Toros Reforma e incluso la escuela Modelo, Círculo Leonés Mutualista y casas particulares.

## Consecuencias
La  gente de León casi no tenían recursos y se ingeniaban como sea par poder comer y resistir
Mil hogares y edificios cayeron, las pérdidas materiales se cuantificaron en doce millones de pesos y los muertos -según cifras oficiales- fueron más de ochenta.
El 29 de junio el presidente municipal Guadalupe Núñez y varios vecinos crearon el “Comité de Ayuda”, el cual se encargó de organizar las actividades de socorro y de administrar los fondos que se iban reuniendo. Dicho comité fue presidido por don Enrique Aranda.
La reconstrucción de la ciudad se llevó a cabo en tiempos difíciles, pues acababa de terminar la revolución mexicana pero ya se gestaba lo que sería la Guerra Cristera. Muchas familias emigraron, y las que permanecieron tuvieron que enfrentarse a la miseria causada por la catástrofe.
Aún hoy León es atravesada por numerosos ríos, arroyos y canales, por lo que las inundaciones siguen siendo el pan nuestro de cada día: No debemos olvidar que las aguas siempre encuentran y siguen su camino.